# Miriam Schapiro
Miriam Schapiro (també coneguda com a Mimi) (Toronto, 15 de novembre de 1923 - Hampton Bays, Nova York, 20 de juny de 2015) fou una artista feminista estatunidenca, nascuda al Canadà, que va residir als Estats Units.
Va ser pintora, escultora, gravadora, professora d'art i pionera de l'art feminista. També va ser considerada una líder del moviment artístic Pattern and Decoration connectant-lo amb l'art tradicional de les dones i qüestionant els prejudicis de considerar que el decoratiu era trivial. El treball artístic de Schapiro desdibuixa la línia entre les belles arts i l'artesania i té com a objectiu valorar l'artesania i la cultura domèstica. També connecta el feminisme i l'art, especialment pel que fa a l'art abstracte. Les seves obres representen la identitat de Schapiro com a artista que treballa en el centre de l'abstracció contemporània i, alhora, com a feminista desafiada a representar la «consciència» de les dones a través de les imatges. Sovint usava icones associades amb dones, com a cors, decoracions florals, patrons geomètrics i el color rosa. En la dècada de 1970, va crear el ventall de mà, un objecte petit típicament propi d'una dona. «El llenç en forma de ventall, una icona poderosa, va donar a Schapiro l'oportunitat d'experimentar... D'aquí va sorgir una superfície de complexitat colorista amb textura i opulència que van formar la base del seu nou estil personal. Els quimonos, els ventalls, les cases i els cors van ser la forma en què va abocar repetidament els seus sentiments i desitjos, les seves ansietats i esperances».

## Biografia
Nascuda a Toronto el 1923, era filla única d'una família jueva russa que després de la gran depressió econòmica dels anys 30 es va traslladar a Nova York. El seu avi immigrant rus va inventar el primer ull de nina mòbil als Estats Units i fabricava ninos de peluix. El seu pare, Theodore Schapiro, era un artista especialitzat en disseny industrial i intel·lectual que estudiava en el Beaux-Arts Institute of Design, a Nova York, quan va néixer Schapiro. La seva mare, Fannie Cohen, va encoratjar-la a començar una carrera en les arts. Als sis anys, Schapiro va començar a dibuixar.
D'adolescent, va tenir com a professor Victor d'Amico, el seu primer mestre modernista en el Museu d'Art Modern de Nova York. A les tardes assistia a classes per a adults en dibuix de nus. El 1943 va ingressar en el Hunter College a la ciutat de Nova York, però va rebre una beca per a estudiar a la Universitat d'Iowa, on Schapiro va aprendre pintura amb Stuart Edie i James Lechay. Va estudiar gravat amb Mauricio Lasansky i va ser la seva assistent personal, la qual cosa la va portar a ajudar a formar l'Iowa Print Group. Lasanky va ensenyar els seus alumnes a usar diverses tècniques d'impressió diferents en el seu treball, i a estudiar l'obra dels mestres per a trobar solucions a problemes tècnics.
A la Universitat Estatal d'Iowa va conèixer Paul Brach, amb qui es va casar el 1946. Després que Brach i Schapiro es graduessin el 1949, Brach va aconseguir una feina a la Universitat de Missouri com a instructor de pintura. El 1951 es van instal·lar a Nova York, on van freqüentar molts dels artistes expressionistes abstractes de l'Escola de Nova York, entre els quals Joan Mitchell, Larry Rivers, Knox Martin i Michael Goldberg. Schapiro i Brach van viure a la ciutat de Nova York durant les dècades de 1950 i 1960 i van tenir un fill, Peter Brach, el 1955. Abans i després del naixement del seu fill, Schapiro va lluitar per la seva identitat i pel seu lloc com a artista. Els successius estudis de Miriam Schapiro, després d'aquest període de crisi, es van convertir en entorns i reflexos dels canvis a la seva vida i el seu art.
Cap a 1960 la parella d'artistes es traslladà a Califòrnia i és on Schapiro inicià el seu activisme feminista amb el repte de buscar temàtiques i estètiques que representessin la identitat de la dona i els seus rols en la societat.
Va morir el 20 de juny de 2015 a Hampton Bays, Nova York, als 91 anys.

## Trajectòria professional
En els primers treballs professionals, Shapiro creà dibuixos i pintures marcades per la influència de l'expressionisme abstracte desenvolupat entre 1953 i 1957. Malgrat el relatiu èxit de la seva obra, va comprovar aviat les dificultats i la discriminació que sofrien les dones de l'època en un àmbit controlat i dominat per homes.
Entre 1953 i 1957, Schapiro va crear una obra important i el seu propi llenguatge gestual: «pintar poc i esborrar», en el qual l'àrea netejada tenia un paper tan important com l'àrea pintada. Encara que aquestes obres eren abstractes, com la seva obra Beast Land and Plenty, Schapiro les va basar en il·lustracions en blanc i negre d'obres dels "vells mestres". Al desembre de 1957, André Emmerich va seleccionar una de les seves pintures per a l'obertura de la seva galeria.
A partir de 1960, Schapiro va començar a eliminar la pinzellada expressionista abstracta i va introduir-hi una varietat de formes geomètriques. Va començar a buscar símbols materns per integrar-hi els seus propis rols com a dona i, amb això en ment, va crear els anys 1961-63 la seva sèrie Shrines (Santuaris), en què cada secció de l'obra mostrava un aspecte d'ella mateixa com a dona artista. El joc entre la il·lusió de profunditat i l'acceptació de la superfície es va convertir en la principal estratègia formal de l'obra de Miriam Shapiro durant la resta de la dècada. Els Shrines li van permetre descobrir els múltiples i fragmentats aspectes d'ella mateixa.
El 1964, Schapiro i el seu marit van treballar en el Tamarind Lithography Workshop. Un dels punts d'inflexió més importants en la carrera artística de Schapiro va ser treballar en el taller i experimentar amb el paper Color-Aid de Josef Albers, on va començar a fer diversos «santuaris» nous i va crear els seus primers collages.
En 1967 Schapiro i Brach es van mudar a Califòrnia, on Brach va crear i dirigir el Departament d'art de la Universitat de Califòrnia a Sant Diego i Schapiro hi va fer classes.
Miriam Shapiro va conèixer aleshores David Nalibof, un físic que treballava per a General Dynamics. Gràcies a les seves recerques al costat de Nalibof, es va convertir en una de les primeres artistes a utilitzar programari informàtic en les arts visuals creant peces considerades icòniques en el moviment feminista, com l'obra OX, de 1967, en la qual sobreposa una lletra O sobre una lletra X, realitzades a partir de figures geomètriques informatitzades que recreen els òrgans genitals femenins. Les diagonals de l'obra representaven les extremitats del «home de Vitruvi», mentre que l'O representava el centre de les dones, la vagina, l'úter. Aquesta obra es descriu com «un emblema arquetípic acabat d'inventar, basat en el cos, per al poder i la identitat femenina, realitzat en vermell-taronja brillant, plata i 'tendres tons de rosa'». També es creu que l'O simbolitza l'ou, que es presenta com la finestra cap a l'estructura materna amb les extremitats esteses.

### Feminist Art Program
Va conèixer Judy Chicago a San Diego i aquesta la va convidar a conèixer l'experiència de Fresno.
Posteriorment, va poder establir el Feminist Art Program –o Programa d'Art Feminista– al California Institute of the Arts, amb Judy Chicago. El programa es va proposar abordar els problemes de les arts des d'una posició institucional i es va centrar en l'expansió d'un entorn femení a Downtown, L.A.
Al 1972 es va organitzar la mostra col·lectiva titulada Womanhouse, en el qual les vint-i-dues l artistes participants -entre les quals Schapiro, a més de Judy Chicago, Faith Wilding, Robin Mitchell, Karen LeCoq, etc.- es van dedicar a restaurar una casa abandonada a fi de tractar temes com l'entorn domèstic, el cos, la identitat o els estereotips. A Womanhouse es volia que la creació artística fos menys una aventura privada i introspectiva i més un procés públic mitjançant sessions de conscienciació, confessions personals i formació tècnica. «House es va convertir en el dipòsit de la fantasia femenina i dels somnis femenins».
A Womanhouse Shapiro exposa la seva obra Doll house (Casa de Nines, 1971) construïda fent servir diverses peces de ferralla per a crear tots els mobles i accessoris de la casa. La peça va ser descrita per l'artista com una obra que «representa la bellesa, l'encant i la suposada seguretat i confort d'una llar, amb els terrors innomenables que existeixen dins de les seves parets».
El 1973 amb Judy Chicago va encunyar el terme «imatges del nucli central» en l'assaig Female Imagery publicat en el Womanspace Journal. «Ser dona és ser objecte de menyspreu, i la vagina, segell de la feminitat, es devalua» van escriure.

### Femmage
Shapiro aporta a l'art feminista també la creació de la categoria femmage, un estil de collage que utilitza materials, objectes i tècniques artesanals identificades culturalment amb les dones.
Del món tecnològic masculí de les computadores, Schapiro es va mudar a la casa decorada d'una dona. En aquest estudi casolà, Schapiro va crear una sèrie de grans femmages, entre els quals A Cabinet for All Seasons. Aquesta era la seva versió poètica de la representació de canvis i repeticions contínues en tots els cossos i vides de les dones. En la seva definició de femmage, Schapiro va escriure que l'estil, que recorda simultàniament l'embuatat i el cubisme, té un «context de vida de dona» i que «celebra un esdeveniment públic o privat». Mentre Schapiro viatjava pels Estats Units donant conferències, demanava un record a les dones que coneixia. Aquests records s'usarien en el seu collage com a pintures. Schapiro també va fer projectes d'art col·laboratius, com la seva sèrie de gravats Anònim era una dona, de 1977. Va poder produir la sèrie amb un grup de nou dones graduades en estudis d'art de la Universitat d'Oregon. Cada impressió és una impressió feta d'un tapet sense transformar que es va col·locar en un sòl tou sobre una placa de zinc, després es va gravar i va imprimir.
El seu assaig de 1977-1978 Waste Not Want Not: Una recerca sobre el que les dones van salvar i van ensamblar - FEMMAGE (escrit amb Melissa Meyer) descriu el femmage com les activitats de collage, assemblatge, découpage i fotomuntatge que practiquen les dones usant «tècniques tradicionals de dones: cosir, perforar, enganxar, tallar, fer aplicacions, cuinar i similars».
Després de 1975, Schapiro va tornar a Nova York i amb els diners que va aconseguir en vendre algunes pintures, no sols tenia una habitació sinó un estudi propi. La decoració i la «col·laboració» són fonamentals per a la seva obra d'art i tots dos juguen un paper important tant a casa seva com en el seu estudi. L'estudi es va convertir en l'habitació de Schapiro i en moments de gran conflicte personal, l'única connexió amb el seu jo creatiu. Els seus diversos estudis al llarg de la seva carrera han reflectit els canvis tant en la realitat externa com en la interna de la seva vida. Els estudis de Schapiro també s'han convertit en metàfores del seu treball creatiu, així com en espais en els quals podria viure la seva vida i també complir els seus somnis.
En el procés d'assumir diferents projectes, l'estudi de Schapiro es va expandir i finalment es va convertir en portàtil, seguint-la mentre viatjava d'un lloc a un altre. Va ser durant el mateix temps del seu projecte de col·laboració d'Oregon amb nou dones quan Schapiro també va crear la seva primera "Sèrie de Col·laboració" amb dones artistes del passat. Aquesta sèrie va combinar reproduccions de l'obra de Mary Cassatt i Berthe Morisot amb vores de tela acolorides i sensuals en patrons inspirats en edredons. A Mary Cassatt i jo, Schapiro va superposar la pròpia imatge mental de la seva mare amb l'ideal matern de Cassatt: la seva mare llegint un diari.
En la dècada de 1990, Schapiro va començar a explorar més la seva identitat jueva en la seva pintura. En la seva obra My History (1997) va usar la mateixa estructura que el projecte House i va construir habitacions amb diferents records que envolten la seva herència jueva. La seva declaració d'art jueu més explícita en l'art va ser Quatre matriarques, vidrieres que representen les heroïnes bíbliques Sara, Rebeca, Raquel i Lia. Aquesta va ser una peça acolorida que combinava la simbologia d'identitat i el seu art domèstic més antic per a crear la veritable visió del que l'art elevat significava per al públic. A Mother Russia (1994), Shapiro va crear un ventall basat en la seva família russa. Ella representa les poderoses dones de Rússia, cadascuna en una fila del ventall de mà amb un barret i un vel. Hi va agregar peces de cada treball d'artista en el seu estil "col·laboratiu" per a unir-se a elles com a dones revolucionàries i lloar figures ocultes. Els seus antecedents tant en la cultura russa com en la jueva s'han atribuït al que representa la col·lecció d'obres de Schapiro. La base i l'ús col·lectiu de patrons i colors descriuen el treball de l'artista i ens permeten veure la seva cultura i la seva veu femenina.
Les obres de Schapiro es troben en moltes col·leccions de museu, entre les quals el Museu Smithsonià d'Art Americà, el Museu Jueu de Nova York, la Galeria Nacional d'Art, el Museum of Modern Art, i la Pennsylvania Academy of the Finalitats Arts. Els seus premis inclouen el Premi a l'Artista Distingit per Assoliments per a tota la vida, de l'Associació d'Art Universitari, i una Beca Guggenheim de 1987.

## Premis i reconeixements
- 1982: Medalla Skowhegan per al collage[26]
- 1983: Doctorat Honoris Causa en Belles Arts, College of Wooster
- 1987: Beca Guggenheim per a Belles Arts als EUA i Canadà
- 1988: Premi d'Honor, The Women's Caucus for Art
- 1989: Doctor honoris causa en Belles Arts, California College of Arts and Crafts, Oakland
- 1992: Premi d'Honor, Associació Nacional d'Escoles d'Art i Disseny
- 1994: Premi d'Honor, NARAL de l'estat de Nova York
- 1994: Doctorat Honoris Causa, Minneapolis i Disseny, Minneapolis
- 1994: Doctorat Honoris Causa, Lawrence University, Appleton
- 2002: Premi a tota la vida, Caucus de dones per a l'art

## Obres principals
- (1963) Shrines, Grey Art Gallery
- (1968) Big Ox No. 1 Brooklyn Museum
- (1972) Womanhouse
- (1972) Dollhouse, amb Sherry Brody, Smithsonian American Art Museum[19]
- (1972) Lady Genji's Maze
- (1978) Connection[27]
- (1983) Wonderland, Smithsonian American Art Museum[18]
- (1990) Conservatory (Frida and Me)[28]